# Maxwell Spieker Brander
Maxwell Spieker Brander, britanski general, * 11. oktober 1884, † 30. oktober 1972.